# Larissa Riquelme
Larissa Mabel Riquelme Frutos (Asunción, 1985. február 22. – ) paraguayi színésznő és modell. 2010-ben hazája legjobban fizetett modellje volt. Több világcég kötött vele szerződést, például a Nokia és az Axe.

## Élete
A 2010-es labdarúgó-világbajnokság közvetítései által, mellbőségével szerzett nemzetközi hírnevet. A torna során megígérte, ha Paraguay megnyeri a világbajnokságot, levetkőzik a kamerák előtt. Paraguay ugyan nem nyert, de Riquelméről meztelen felvételek jelentek meg. 